# سابرينا ديل ماستيو
سابرينا ديل ماستيو (مواليد 10 مارس 1971) هي لاعبة كرة لينة إيطالية شاركت في دورة الألعاب الأولمبية الصيفية لعام 2004. 